# Scaeurgus
Scaeurgus — род головоногих моллюсков из семейства обыкновенные осьминоги (Octopodidae). Длина тела от 2,4 до 12 см. Встречаются в тропических и умеренных водах Тихого, Индийского и Атлантического океанов, а также в Средиземноморье. Обитают на морском дне на глубине от 100 до 800 м. Охранный статус представителей рода не установлен, они безвредны для человека и не являются объектами промысла.

## Виды
- Scaeurgus jumeau Norman, Hochberg & Boucher-Rodoni, 2005
- Scaeurgus nesis Norman, Hochberg & Boucher-Rodoni, 2005
- Scaeurgus patagiatus Berry, 1913
- Scaeurgus tuber Norman, Hochberg & Boucher-Rodoni, 2005
- Scaeurgus unicirrhus (Delle Chiaje, 1839-41 in Férussac and D’Orbigny, 1834—1848)